# 鯔魚
鯔魚，又稱烏魚、烏頭、青頭仔（幼魚）、奇目仔（成魚）、信魚、正烏，為鯔屬的一種魚，是一種廣鹽、廣溫、適應性強的魚種，亦屬季節性的洄游魚類，廣泛分佈于熱帶、亞熱帶及温带的鹹淡水域中。

## 特徵

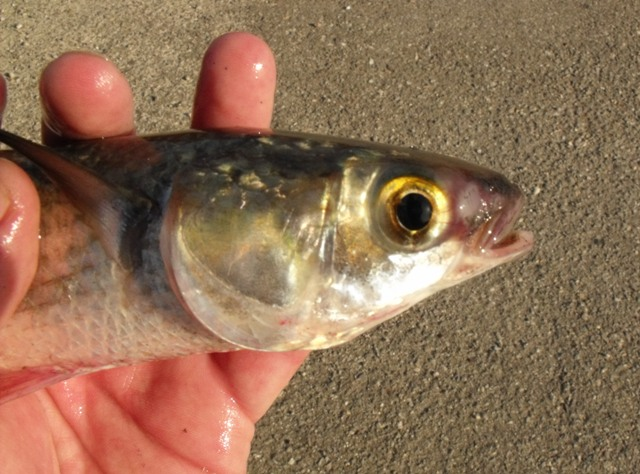
意大利托斯卡尼地區捕獲的一條鯔魚的頭部

本魚體圓而長，頭部略扁而尾部稍側扁。成魚之脂性眼瞼發育完善，有時將瞳孔完全掩蓋。主上頜骨不向下彎至前頜骨下方。背部中央無隆起稜脊。體側有6至7條暗色縱帶，胸鰭基部上半1/2處有一黑色斑塊。具有巨大的背鰭上有硬棘4枚和軟條8枚，臀鰭鰭條8枚。整個身體有櫛鱗，並常有黏液分泌，以增加保護性，無側線。體長可長120公分。

## 生態習性
鯔魚廣泛分布於全球的溫、熱帶海域的沿岸。喜棲息在入海口，水深0至120公尺。幼魚常溯河入淡水河川。產卵期時會洄游至外海產卵。利用其鰓耙濾取有機物為食。對環境的適應性很強，遭汙染的港灣、河川皆能生存。

## 經濟利用

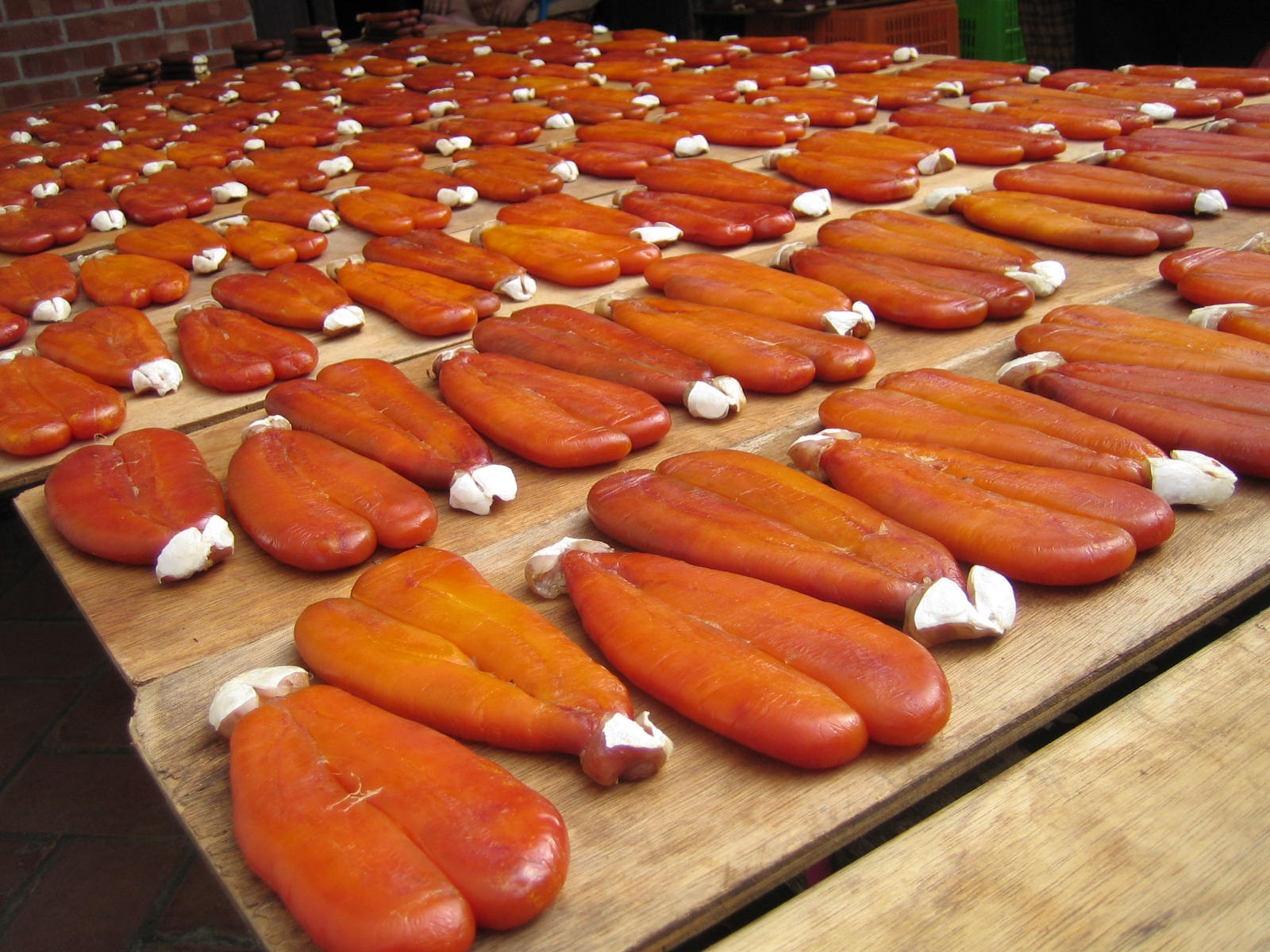
台灣的烏魚子

烏魚屬於高經濟價值的食用魚，魚苗多在每年3、4月間出現，很多漁民均在這段期間打開水閘，將幼苗放進基圍，並投餵飼料如麻枯、黃豆渣、花生枯等，以期他們快速成長，趕及冬天前出魚收成。 烏魚子、烏魚膘和烏魚肫合稱「烏魚三寶」，已孕雌魚的卵巢及魚卵統稱「烏魚子」，是鹽漬水產加工食品。雄魚的精囊是一道名菜，即烏魚鰾，肉質美味，加酒紅燒，或是煮湯，甚至煮麻油烏魚皆適宜。烏魚肫是烏魚的胃也叫稱烏魚胗，這三項極具經濟價值的食材，使烏魚成為台灣一帶漁民的「烏金」。
臺灣烏魚子之來源主要有天然烏魚及養殖烏魚，天然烏魚每年冬天 11 月至翌年 1 月下旬，會隨著大陸沿岸水 19 至 21 ℃ 等溫線結群從東海南下洄游至臺灣西南部海域產卵，因此又有「信魚」之別稱。特別在冬至前後 10 天左右為盛漁期。台灣已有多年養殖烏魚的經驗，分布於新竹、雲林、台南、高雄及屏東等地，利用天然捕撈的魚苗，經 2-3 年養殖後，即可成熟取卵，隨著養殖及加工技術不斷提升，所製作出來的烏魚子品質也日益增加。

## 史籍記載
觀之烏魚，兩眼從額頭突出，看起來非常威嚴，全身都是深綠色斑點，喜歡身居海水清濁之間，在海中蛇行迴游環繞，好動刁鑽，圍入網中遇驚嚇會奮不顧身往上跳躍，至死不屈，不易捕獲，老一輩的人稱之為「鮡烏」。臺海采風圖考云：「鮡魚黑色如鰍，長不盈尺，二目突出於額，身多綠斑。志稱多在海邊泥塗中，善跳躍，土人以為美味。置於地上能跳，亦能行數步。」(花跳?) 如畜池中，有跳石上斃者。
『台灣府志』稱：「烏魚，即《本草》之鯔魚；海港所產甚盛。冬至前捕之，曰正頭烏，則肥而味美；至後捕之，曰回頭烏，則瘦而味劣。官徵稅，給烏魚旗，始許採捕。按隋大業六年，吳郡獻海膾四缶井，帝以示群臣曰：昔介象殿庭釣得鯔魚，此幻化耳。今日之膾，乃是真海魚所作，來至數千里，亦是一時奇味。即出數盤以賜近臣，載之《大業拾遺記》，蓋即烏魚也。吾杭素產鯔魚，有江鯔、河鯔二種，其大者不盈尺，與郡中六、七月間所食正同。至秋深，長一、二尺，味始肥美。杭所產，遠不及逮矣。」

## 參照資源
1. ↑  .   [2019-10-11]. （原始内容存档于2021-02-28）.
2. ↑  羅德禎; 李俊賢（攝影）. . 農訓雜誌Vol.300 第32卷第2期. 2015-02-01. :52
3. ↑  . www.moa.gov.tw.   [2024-12-04]. （原始内容存档于2024-12-07）.

- 台灣大百科 烏魚子 （页面存档备份，存于）
- 戲說林園66 黑金傳奇－林園捕烏記

## 外部連結
- 台灣魚類資料庫 （页面存档备份，存于）
- 烏魚的故事
- 鯔魚的图片 （页面存档备份，存于）